# Cesare Bionaz
Cesare Bionaz (1912 - 1969) fou un polític valldostà. Militant de la DCI, fou escollit membre del govern regional a les eleccions de 1963 i nomenat president del Consell de la Vall el 1966. Reafirmat després de les Eleccions regionals de la Vall d'Aosta de 1968, va dimitir el 1969 a causa d'una greu malaltia i morí el 3 de setembre.
| Precedit per: Severino Caveri | Presidents de la Vall d'Aosta 1966 - 1969 | Succeït per: Mauro Bordon |